# Bacardí

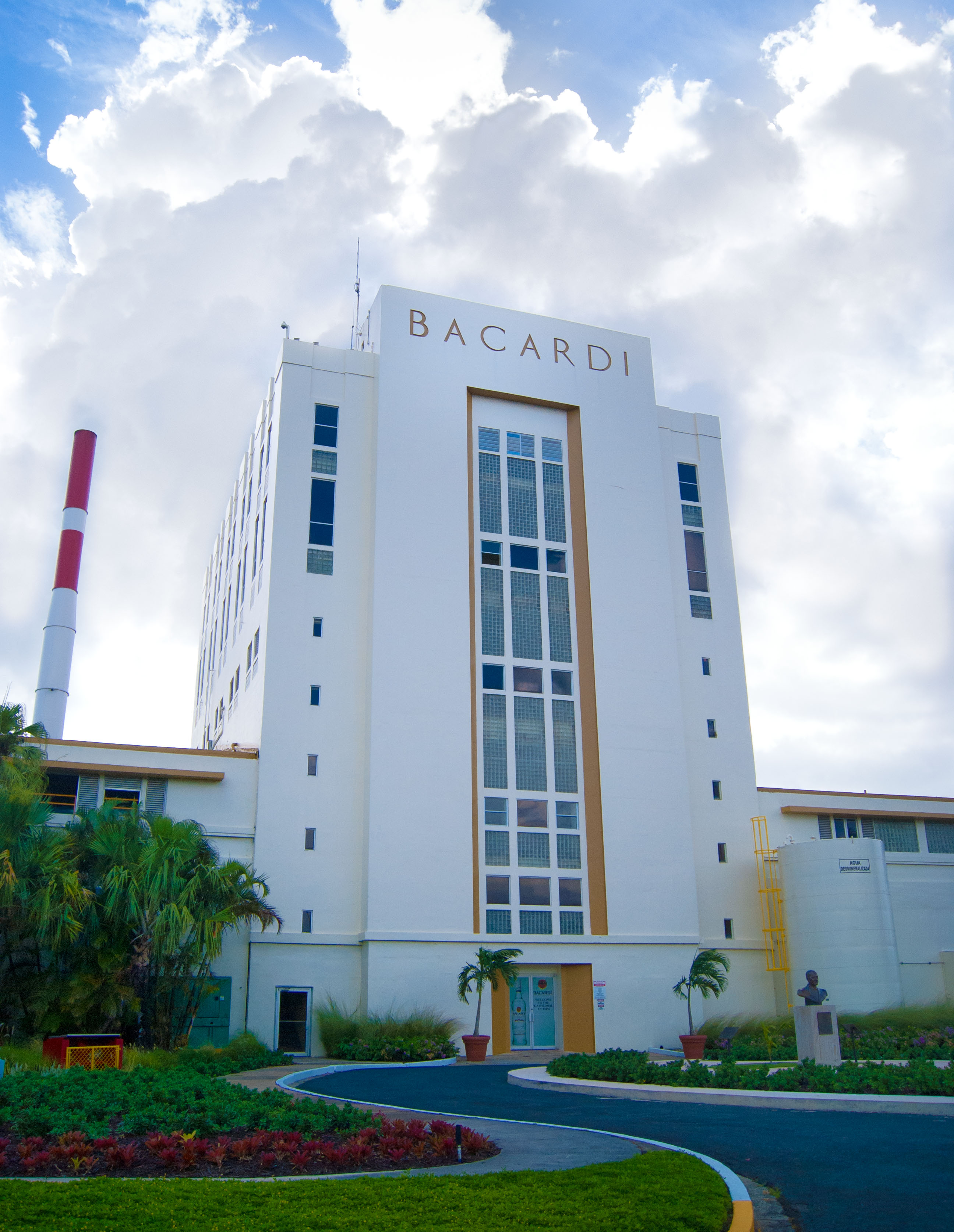
La « Cathédrale du rhum » à la distillerie de Porto Rico près de San Juan.

Bacardi est une entreprise spécialisée dans la production et la distribution de spiritueux.
Fondée par Facundo Bacardi Masso à Santiago de Cuba le 4 février 1862, Bacardi a son siège actuel à Hamilton, aux Bermudes et produit à Porto Rico (États-Unis).
Bacardi est une entreprise familiale de spiritueux, produisant des rhums, notamment Bacardi Superior et Bacardi 151. Elle vend plus de 240 millions de bouteilles par an dans 170 pays, ce qui la situe au sein des premières sociétés mondiales dans le secteur des spiritueux. Ses ventes en 2004 atteignaient 3,3 milliards de dollars US. Plusieurs tentatives d'introduction en bourse ont échoué, la dernière remontant à 2000. Outre le rhum Bacardi, l'entreprise possède d'autres marques, notamment les vodkas Grey Goose et Eristoff, le whisky Dewar's, le gin Bombay Sapphire, les vermouths Martini & Rossi, les tequilas Patron et Cazadores, ainsi que la bénédictine.

## Historique
Facundo Bacardi (en), un négociant en vin de Sitges (Catalogne) en Espagne émigre à Cuba en 1830. À l'époque, le rhum, élaboré sans grande sophistication, est rarement proposé dans les débits de boisson les plus raffinés. Facundo Bacardi tente alors d'« apprivoiser » celui-ci, et s'associe pour cela au liquoriste d'origine française José Leon Boutellier. Afin d'améliorer la qualité du rhum, Bacardi utilise la technique du filtrage à travers du charbon de bois et des coques de noix de coco pour en retirer les impuretés. Il isole également une souche de levure spécifique particulièrement efficace pour fermenter le rhum. Enfin, il fait vieillir le rhum dans des fûts de chêne afin d'adoucir le goût de l'eau-de-vie. Le résultat de ces méthodes d'élaboration est le premier rhum blanc commercialisé par son entreprise et le premier rhum blanc vieilli en fût de chêne,.
Pour atteindre une production à plus grande échelle, Facundo Bacardi et son frère José établissent leur entreprise dans une petite distillerie le 4 février 1862. Leur premier alambic, de cuivre et de fer, produit 35 fûts de mélasse fermentée par jour. C'est l'épouse du fondateur qui aurait choisi le symbole de la chauve-souris après avoir trouvé une colonie de chauves-souris frugivores dans les charpentes de la distillerie d'origine à Santiago de Cuba en 1862. Dans leur ville natale près de Sitges, en Espagne, la chauve-souris est depuis longtemps reconnue comme un symbole de santé, de chance et d'unité familiale, une croyance également partagée par le peuple autochtone de Cuba. Le style du dessin est pour autant régulièrement actualisé au fil des décennies. Le thème retenu pour ce logo permet une identification rapide du produit.
Les années 1890 constituent une période troublée pour l'entreprise. Emilio Bacardi, le fils aîné de Facundo et le premier Bacardi né à Cuba, est banni de l'île pour s'être battu dans l'armée rebelle contre l'Espagne dans la guerre d'indépendance. Les frères d'Emilio, Facundo, José et son beau-frère Henri Schueg, restent à Cuba pour maintenir à flot l'entreprise familiale pendant la guerre. Les femmes sont envoyées à Kingston, en Jamaïque. En 1899, le général américain Leonard Wood, gouverneur militaire de Cuba, nomme Emilio Bacardi maire de Santiago. Puis il devient sénateur.
En 1912, alors qu'Emilio Bacardi voyage en Égypte, son frère Facundo M. Bacardi dirige l'entreprise avec l'aide d'Henri Schueg, qui développe la société à l'international avec des usines d'embouteillage à Barcelone et à New York. Cette dernière usine est rapidement fermée avec l'arrivée de la Prohibition, une période qui par ailleurs fait de Cuba une destination populaire pour les touristes américains.
Dans les années 1920, Emilio ouvre une nouvelle distillerie à Santiago. Durant cette décennie, le bâtiment Bacardi au style art déco est construit à La Havane, et la troisième génération de la famille Bacardi arrive aux commandes de l'entreprise. Facundo Bacardi invite les Américains, soumis dans leur pays à la Prohibition, à « venir à Cuba pour se baigner dans le rhum Bacardi ». La bière Hatuey fut lancée à cette époque par l'entreprise.

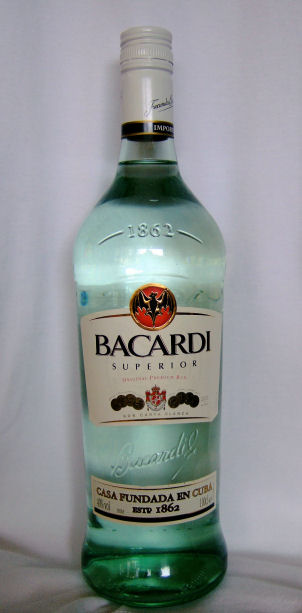
Une bouteille de rhum Bacardi.

Les années 1930 voient l'inauguration d'une nouvelle usine d'embouteillage à Mexico et une nouvelle distillerie à Porto Rico. Les premières poursuites quant à l'usage de la marque sur des bouteilles de rhum produites en dehors de Cuba datent de cette époque. Henri Schueg prend par la suite les rênes du groupe et parvient à préserver les droits de la famille sur le nom sous lequel sont vendues les bouteilles produites à Porto Rico. Le groupe enregistre une nouvelle victoire judiciaire avec la décision d'une cour  estimant qu'« un cocktail Bacardi ne peut être appelé ainsi que s'il est fait avec un rhum Bacardi ».
Pendant la Seconde Guerre mondiale, l'entreprise est dirigée par José Pepín Bosch, le gendre d'Henri Schueg. Pepín fonde Bacardi Imports à New York, et, par ailleurs, est nommé ministre du Trésor de Cuba en 1949.
Ernest Hemingway mentionne le rhum dans deux de ses œuvres : En avoir ou pas et Le Vieil Homme et la Mer. En 1956, Bacardi organise un festival pour célébrer le prix Nobel de littérature attribué à l'écrivain.
En 1959, Bacardi installe une distillerie à Malaga.
Après l'avènement de Fidel Castro, Bacardi perd toute assise à Cuba où ses biens sont confisqués en 1960. Elle est même soupçonnée d'entretenir des liens avec la CIA et de financer de complots contre Fidel Castro et Che Guevara.

## Le groupe Bacardi-Martini
Le groupe Bacardi, toujours familial mais désormais basé aux Bermudes a procédé à de nombreuses acquisitions pour diversifier son portefeuille de produits.
En 1992, l'entreprise acquiert, dans cette logique de diversification, Martini & Rossi, le producteur italien de vermouths et vins pétillants.
En 1998, elle rachète le whisky Dewar's et le gin Bombay Sapphire pour environ 2 milliards de dollars US.
En 2001, elle débourse une somme équivalente pour acquérir la marque de tequila Cazadores et la vodka Grey Goose, détenues par Sidney Frank.
En 2006, Bacardi rachète la marque de vodka néo-zélandaise 42 Below. Parmi les marques associées au groupe, on compte notamment la liqueur de whisky Drambuie, le Get 27, le Get 31, l'amaretto DiSaronno et les liqueurs Bénédictine et B&B. Elle a cependant perdu la distribution du whiskey Jack Daniel's, propriété du groupe Brown-Forman.
En 2012, Bacardi est la première marque de rhum au monde : elle vend 172 millions de litres de rhum dans plus de 170 pays.
En janvier 2018, Bacardi annonce l'acquisition de Patrón, une entreprise spécialisée dans la tequila pour 5,1 milliards de dollars,.

### Activité de lobbying
Selon le Center for Responsive Politics, les dépenses de lobbying de Bacardi aux États-Unis s'élèvent en 2017 à 590 000 dollars.
Bacardi est inscrit depuis 2015 au registre de transparence des représentants d'intérêts auprès de la Commission européenne. Il déclare en 2017 pour cette activité des dépenses annuelles d'un montant compris entre 300 000 et 400 000 euros.
Pour l'année 2017, Bacardi déclare à la Haute Autorité pour la transparence de la vie publique exercer des activités de lobbying en France pour un montant qui n'excède pas 50 000 euros.